# Vertrag von Chambord

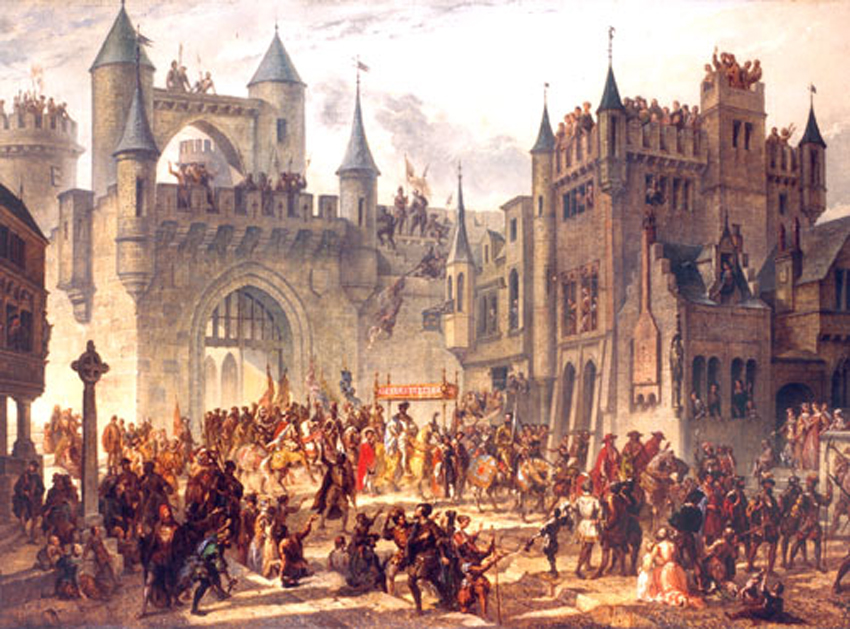
Einkunft Königs Heinrich II. von Frankreich in Metz am 18. April 1552

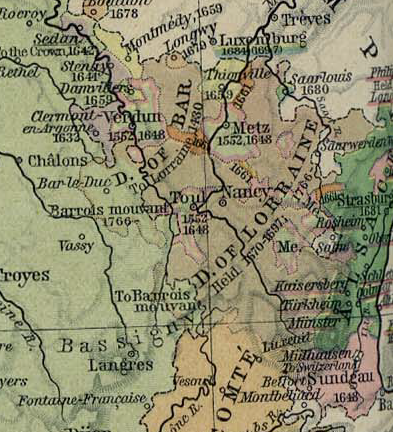
Trois-Évêchés nach der Annexion durch Frankreich; im 16. Jahrhundert waren diese französischsprachige Territorien des Reiches

Der Vertrag von Chambord (französisch Traité de Chambord) vom 15. Januar 1552 war ein gegen Kaiser Karl V. gerichtetes Abkommen zwischen der protestantischen Fürstenopposition um Moritz von Sachsen und Heinrich II., dem König  von Frankreich. Es wurde auf Schloss Chambord unterzeichnet.
Nach der Unterzeichnung fiel Frankreich im Heiligen Römischen Reich ein und besetzte die ihm im Vertrag zugestandenen Territorien. Nach dem protestantischen Fürstenaufstand innerhalb des Reiches und Einkunft ihrer Truppen konnte Frankreich den Krieg 1556 gewinnen. Das Ergebnis waren erste große territoriale Zugewinne Frankreichs in Richtung Osten, die jedoch bis 1648 nicht offiziell anerkannt werden konnten. Der Verrat beflügelte die Landgier Frankreichs und leitete die spätere sogenannte Reunionspolitik ein.

## Geschichte
Moritz benötigte den Beistand der katholischen Großmacht Frankreich, weil er und seine protestantischen Bundesgenossen (Johann Albrecht von Mecklenburg-Schwerin und Landgraf Wilhelm von Hessen) nicht über genug Geld und vor allem Streitkräfte verfügten, um gegen den Kaiser vorgehen zu können. Der Vertrag kam durch die Vermittlung von Markgraf Albrecht Alcibiades von Brandenburg-Kulmbach zustande. Im Gegenzug für die Unterstützung durch hohe Geldzahlungen wurde dem französischen König das Reichsvikariat über die französischsprachigen Reichsstädte Cambrai, Toul, Metz und Verdun zugesichert. Implizit gewährte man ihm damit auch Zugriff auf die gleichnamigen Hochstifte Cambrai, Toul, Metz und Verdun.
Dieser Vertrag war die entscheidende Voraussetzung für den Fürstenaufstand im Frühjahr 1552 unter Führung von Moritz, der im August 1552 mit dem Passauer Vertrag abgeschlossen werden konnte, in welchem der Protestantismus seine formelle Anerkennung fand.
Da Kaiser Karl den Vertrag von Chambord und dessen Vereinbarungen nicht anerkennen konnte, nahm er 1552 den Krieg mit Frankreich um Cambrai, Metz, Toul und Verdun auf, konnte sich aber militärisch bis 1556 gegen Frankreich nicht durchsetzen. Nur Cambrai konnte gehalten werden. Sein Nachfolger Kaiser Ferdinand I. stellte den Krieg ein, so dass Metz, Toul und Verdun unter französischer Kontrolle blieben als Keimzelle der französischen Provinz der Drei Bistümer.

König von Frankreich
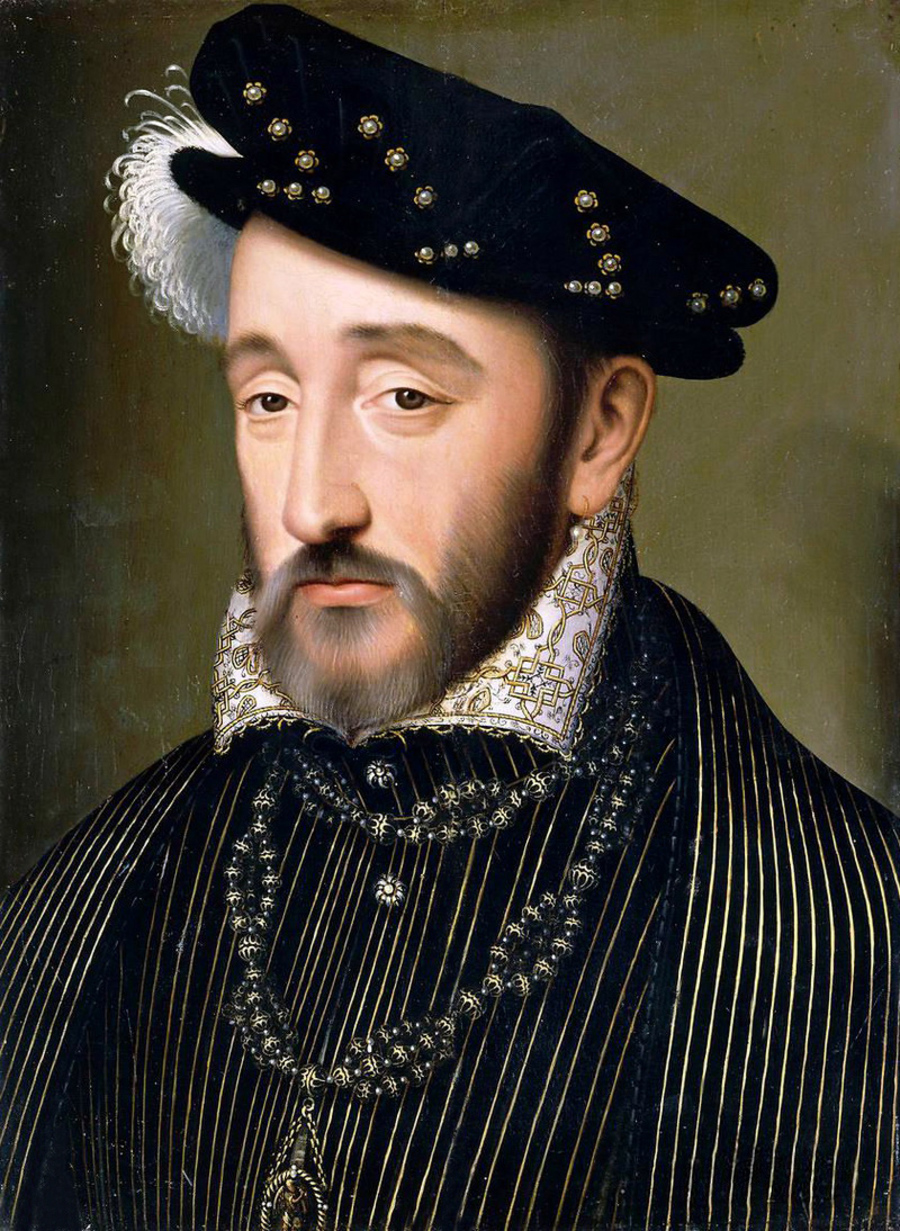
Heinrich II.

Unterzeichner des Vertrages, lutherische Fürsten des Reiches
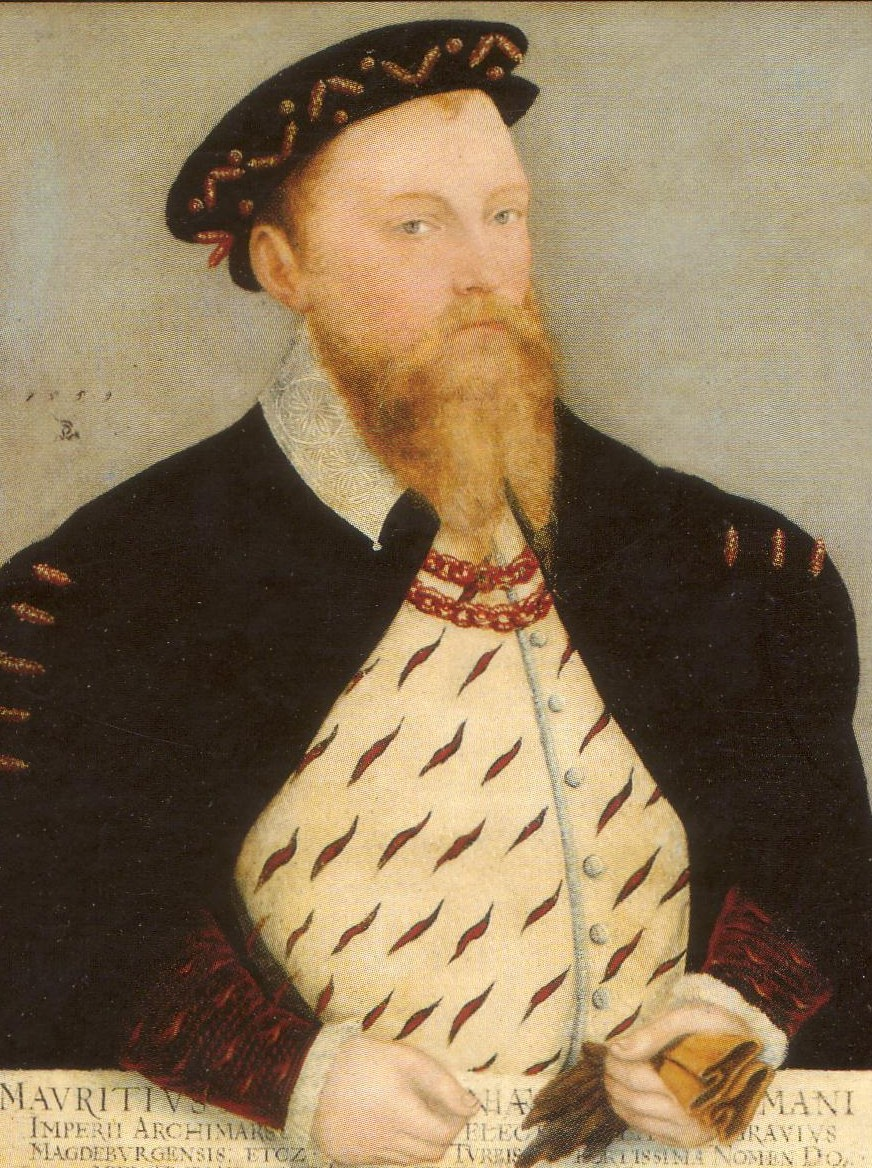
Moritz von Sachsen
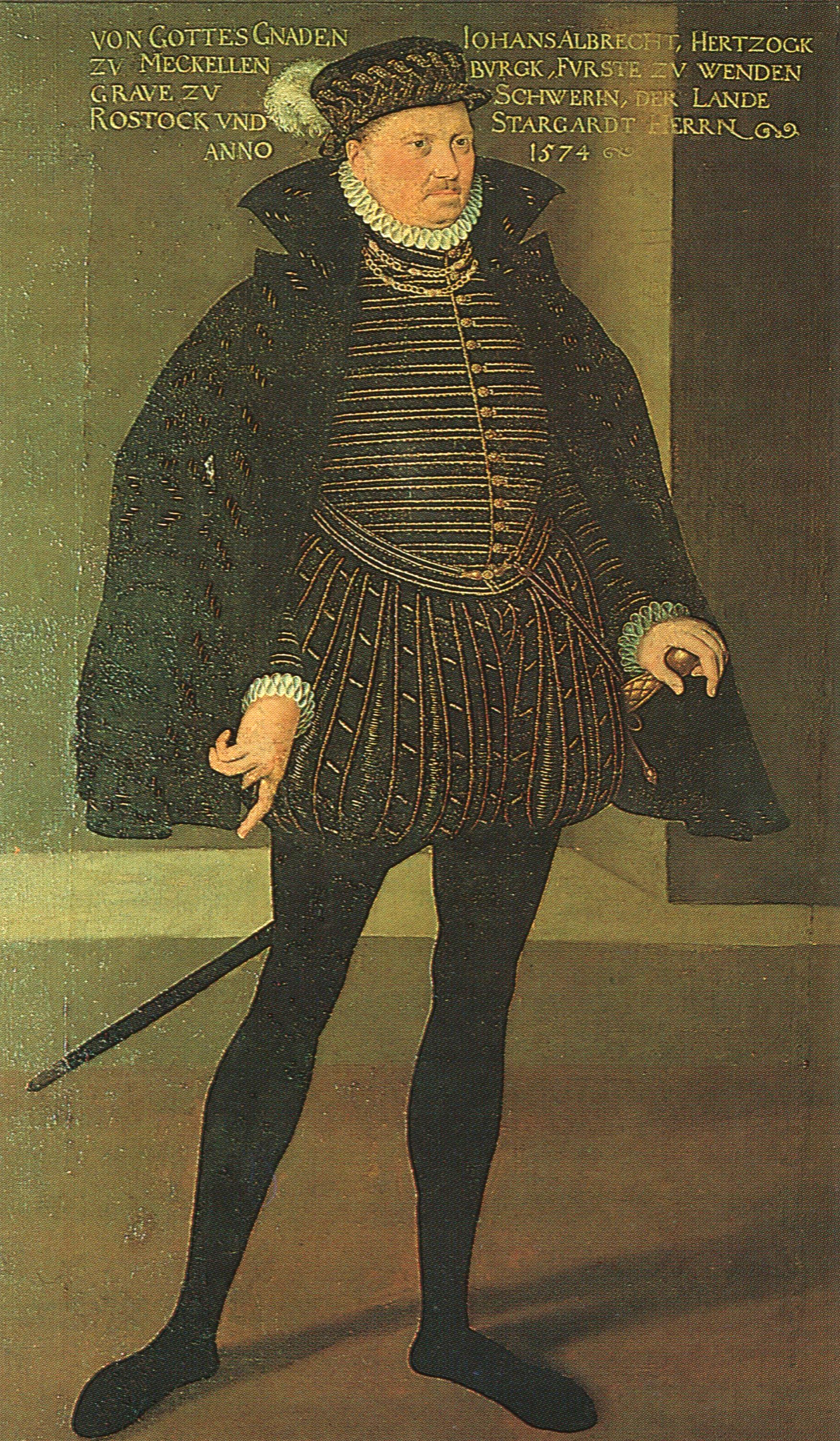
Johann Albrecht I. von Mecklenburg
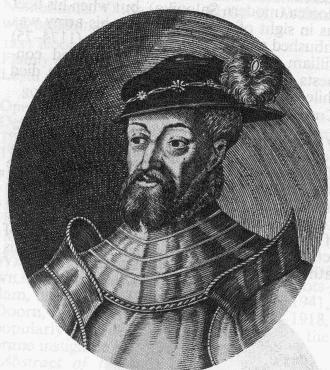
Wilhelm IV. von Hessen-Kassel
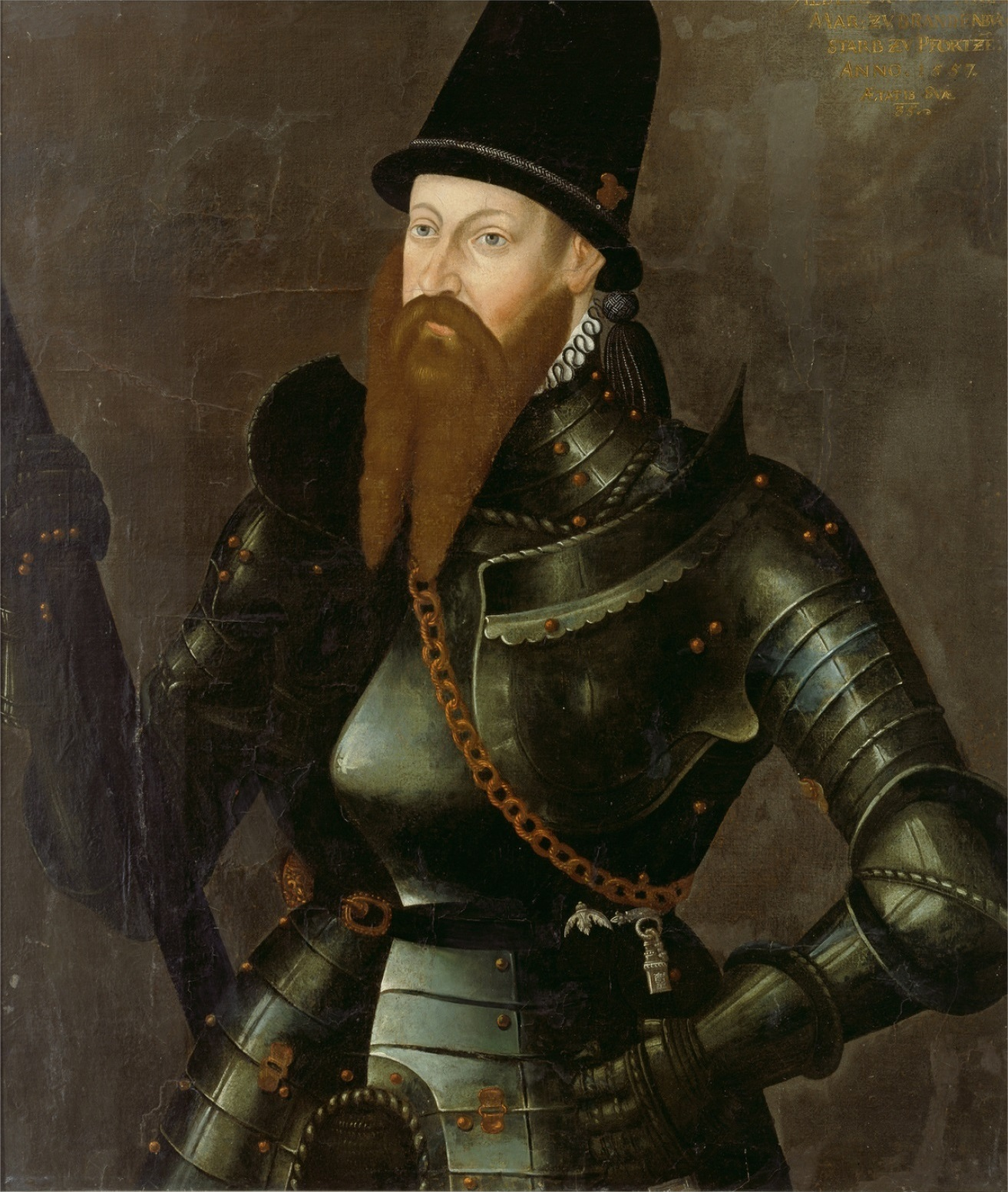
Albrecht II. Alcibiades von Brandenburg-Kulmbach

## Auswirkungen
Der Vertrag von Chambord war ein typischer Vertrag zu Lasten Dritter. Die auf deutscher Seite agierenden Reichsfürsten hatten Frankreich eine Zusage gemacht, zu der sie weder Vollmacht noch Berechtigung hatten. Sie traten einem ausländischen Herrscher Rechte über das Reichsterritorium ab, die ihnen nicht zustanden. Der Vertrag hatte daher nach rechtlichen Maßstäben keine Bedeutung. Unabhängig von der zweifelhaften Rechtsnatur dieses Vertrages und unter Ausnutzung der momentanen Schwäche des Kaisers nutzte Frankreich dieses Abkommen aber als Vorwand, um die betroffenen Städte militärisch zu besetzen und sie später völlig aus dem Verband des Heiligen Römischen Reiches herauszulösen und in das eigene Territorium einzugliedern. Im Westfälischen Frieden von 1648 wurden die drei Städte offiziell an Frankreich abgetreten.
Das Vorgehen der französischen Krone entsprang einem grundlegenden, strategischen Konflikt, dem Französisch-Habsburgischen Gegensatz, der vom Ende des 15. bis zur Mitte des 18. Jahrhunderts anhielt. Um ihr Land aus der Umklammerung durch habsburgische Territorien zu befreien, nutzten die Könige von Frankreich Konflikte innerhalb Deutschlands zwischen den Reichsfürsten und dem Kaiser immer wieder dazu, letzteren zu schwächen, indem sie seine Gegner unterstützen.

## Auszug aus dem Vertrag
„Wir sehen vor Augen die List, wodurch unsere Widersacher vermeinen, unsere Religion einzuschränken und zuletzt gar auszutilgen. Wir haben angesehn, wie die Römische Kaiserl. Majestät dahin trachtet, daß sie nicht allein die Kurfürsten und Fürsten, sondern auch die Grafen, Herren, die übrigen vom Adel, die ehrbaren Städte und gemeinen Untertanen unseres hochgeliebten Vaterlandes, der deutschen Nation, von ihren alten Freiheiten zu einer solchen viehischen, unerträglichen und ewigen Knechtschaft wie Spanien bringen möchte […]“.
„So haben wir bei uns erwogen, daß wir lieber Not und Tod gewärtigen wollen, denn einer solchen Schande länger unterwürfig zu sein und haben uns zur Durchsetzung unseres Willens vertraunensvoll in eine Verständigung mit Herrn Heinrich, König zu Frankreich, eingelassen, also daß wir wollen mit Heereskraft das beschwerliche Joch der Knechtschaft von uns werfen, und die alte Freiheit unseres geliebten Vaterlandes, der deutschen Nation, erretten […]“.
„Zur Erhaltung des Kriegsvolkes will und soll der König uns gutwillig jeden Monat reichen und erlegen 70.000 Goldkronen. Es soll nicht mehr als ein oberster Feldhauptmann geordnet werden […] Hierzu ist der Kurfürst von Sachsen […] durch uns andere zum Generaloberst gewählt worden. Es wird auch für gut erachtet, daß die Königl. Majestät zu Frankreich sofort die Städte, so zum Reich von alters her gehört haben und nicht deutscher Sprache sind, als nämlich Cambrai, Toul, Metz und Verdun, ohne Verzug einnehme und die als Vikar des Reiches innehabe und behalte.“

## Textausgabe
- Vertrag von Chambord. In: Briefe und Akten zur Geschichte des sechzehnten Jahrhunderts mit besonderer Rücksicht auf Bayerns Fürstenhaus. Auf Veranlassung und mit Unterstützung Seiner Majestät des Königs von Bayern herausgegeben durch die historische Commission bei der königlichen Academie der Wissenschaften. 6 Bde., München 1873–1913, Bd. 3, München 1882: Beiträge zur Reichsgeschichte 1546–1552. Bearbeitet von August von Druffel. Nr. 902, S. 340–350 (Digitalisat im Internet Archive).